# Zusters Mirabal

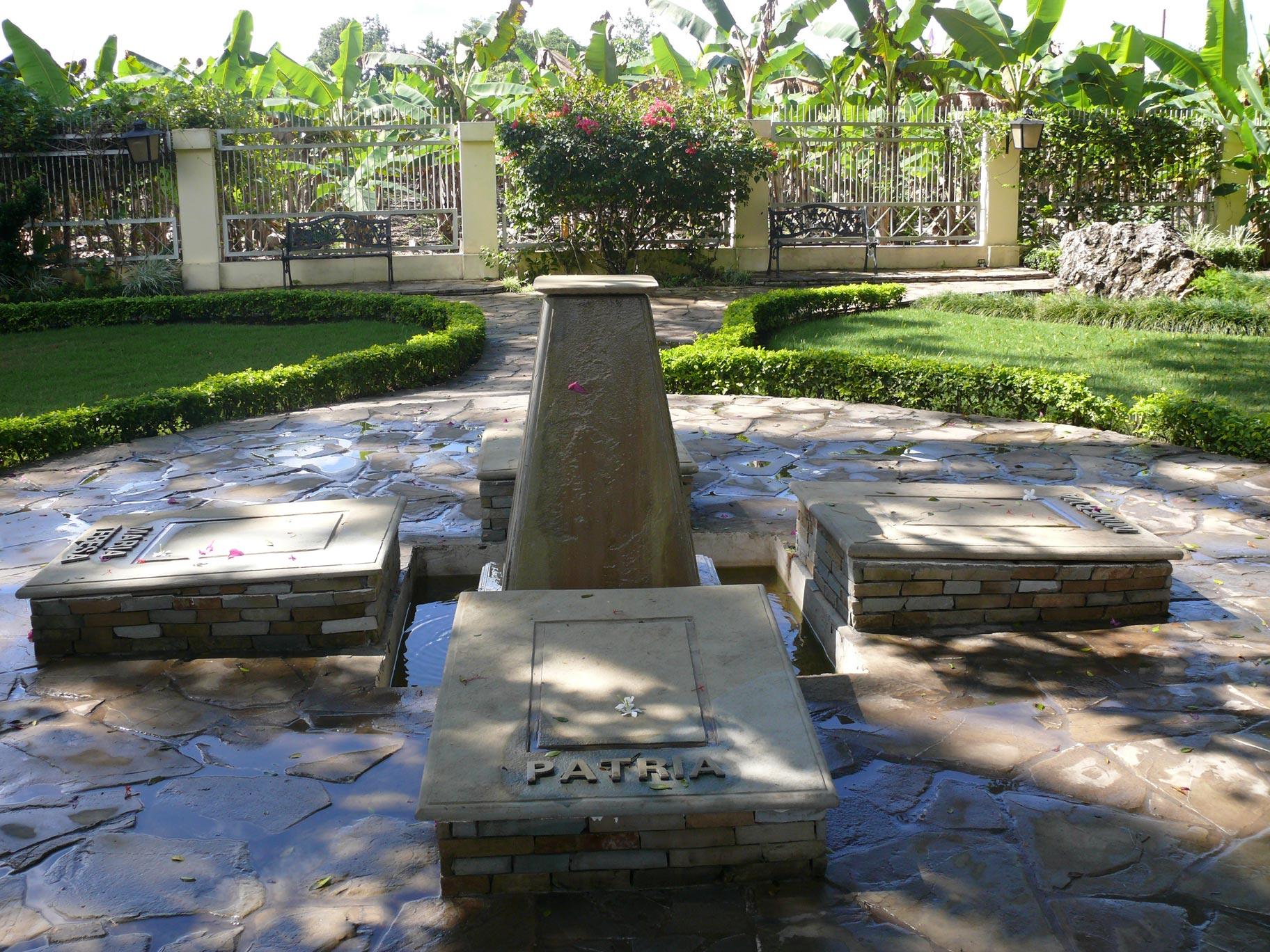
Graven van de drie zusters Mirabal bij hun ouderlijke woning

Drie van de zusters Mirabal in de Dominicaanse Republiek werden op 25 november 1960 vermoord. De vierde zus (Dedé) overleefde het Trujilloregime, zij stichtte een museum met gedenktuin in Salcedo, in het noorden van de Dominicaanse Republiek, voor haar zussen. Ook werkte zij mee aan de Dominicaanse film Trópico de sangre met Michelle Rodríguez, gebaseerd op werkelijke gebeurtenissen.
De drie zussen Patria, Minerva en María Teresa Mirabal werden vermoord in opdracht van dictator Rafael Leónidas Trujillo. 
De aanleiding was het verzet dat zij pleegden tegen de gedragingen van de dictator. Ook waren zij samen met hun echtgenoten in het verzet tegen de onderdrukking en martelpraktijken van de dictatuur.
De Verenigde Naties hebben deze dag uitgeroepen tot Internationale dag tegen geweld tegen vrouwen. De provincie in de Dominicaanse Republiek met de plaats Salcedo, waar de villa van de zusters Mirabal staat, werd naar Provincia Hermanas Mirabal hernoemd. In het in de hoofdstad Santo Domingo in 2011 geopende museum Museo Memorial de la Resistencia Dominicana is er aandacht voor deze drie slachtoffers van Trujillo, die het symbool vormen voor zijn overige 30.000 tot 50.000 minder bekende slachtoffers waaronder de Haïtianen van de onder zijn regie uitgevoerde Peterseliegenocide in het grensgebied met Haïti.